# Хованець Олександр Степанович
Олекса́ндр Степа́нович Ховане́ць (13 березня 1935, с. Тилич, Лемківщина) — український лемківський майстер різьблення й випалювання по дереву, майстер художнього випалювання, член НСХУ (1970).
Закінчив у 1963 Косівське училище прикладного мистецтва, відділ художньої обробки дерева (викладачі фахових дисциплін — Володимир Гуз, Микола Федірко). Технікою випалювання оволодівав у відомого річківського майстра І. Ю. Грималюка. Працював у виробничо-художньому комбінаті ХФ УРСР (Косів, 1965—1974); з 1974 по 1978 — головний художник цього підприємства.
Є одним із відомих майстрів сучасної мініатюрної пластики. Асортимент його творів різноманітний: касетки, тарілки, сільнички, набори для спецій, бербениці, тематичні пласти та скульптурні композиції. Стилізовані композиції: «Бокораші», «Аркан», «У трембітоньку заграю», «На веселій полонині», «Народні гуляння»; горельєф «Леся Українка» та ін.
Учасник та дипломант багатьох міжнародних (Чехословаччина, 1966; ЕКСПО-67, Монреаль (Канада), 1967), всесоюзних, республіканських, обласних і місцевих виставок.
У 1979 видав брошуру «Розквітають народні таланти».
Твори зберігаються в музеях України. У Національному музеї народного мистецтва Гуцульщини та Покуття ім. Й. Кобринського зберігається близько 30 творів майстра.